# Víctor Taberna
Víctor Antonio Taberna (San Miguel de Tucumán, Tucumán, 3 de agosto de 1984) es un exfutbolista argentino que jugaba como defensor.

## Trayectoria

### Atlético Tucumán
Taberna debutó en Atlético Tucumán en el año 2003. Vistió la camiseta del decano hasta el año 2007.

### La Florida
Para la temporada 2007/08 pasó a La Florida. Jugó una temporada en el club.

### Ben Hur
En 2008 se mudó a Santa Fe y se sumó a Ben Hur. Con el equipo rafaelino jugó hasta el 2009.

### Atlético Concepción
Volvió a Tucumán en el año 2009 y se unió a Atlético Concepción.

## Clubes
| Club                | País      |
| ------------------- | --------- |
| Atlético Tucumán    | Argentina |
| La Florida          | Argentina |
| Ben Hur             | Argentina |
| Atlético Concepción | Argentina |